# NGC 4434
NGC 4434 é uma galáxia elíptica (E) localizada na direcção da constelação de Virgo. Possui uma declinação de +08° 09' 16" e uma ascensão recta de 12 horas, 27 minutos e 36,6 segundos.
A galáxia NGC 4434 foi descoberta em 28 de Dezembro de 1785 por William Herschel.